# Piero Musumeci
Piero Musumeci (Palermo, 20 febbraio 1957) è un allenatore di pallacanestro italiano.

## Carriera
Inizia ad allenare nel 1975 con le giovanili dell'US Palermo ed il GS Montuori ITT Palermo. Nel 1979 la prima esperienza senior con le Frecce Azzurre Palermo (sponsorizzate Corvo) nel 1979-1980 in A1 femminile. Ritorna alla pallacanestro maschile con il Vini Tudia Palermo in Serie C1 e la Pallacanestro Trapani in Serie C2, dove è il primo coach dell’era Garraffa anche se lascia prima della promozione.
Successivamente, dopo un passaggio a Catanzaro in serie C, torna a Palermo allenando nuovamente il GS Montuori ITT Palermo, il Portorosa Palermo e il Verga Palermo dal 1987 al 1990 in A1 femminile. Sempre nella massima serie femminile allena la Pallacanestro Catanzaro (sponsorizzate Calabria Latte) nel 1991.
Nella sua città fonda l'Assobasket insieme a Felice Trupiano che nella stagione 1996-1997 si unisce con il CUS Palermo integrando lo staff tecnico ed il parco giocatori, CUS che allenerà nella stagione 1999-2000. Con la rinuncia all'iscrizione al campionato di serie C2 del Cus Palermo, fonda la Nuova Pallacanestro Palermo dedicandosi prevalentemente al settore giovanile come nella successiva Aquila Basket Palermo allenandola in C Regionale.
Con il ripescaggio in Serie A3 della Verga Palermo , torna alla pallacanestro femminile conducendo la formazione bianco-azzurro in Serie A2 nella stagione agonistica 2014-2015. L'attività continua prevalentemente con  al settore giovanile dei Green Basket Palermo, Palermo Raptors e Polisportiva Gonzaga .
Per due volte fra i 4 allenatori del All Star Game femminile , per diversi anni Responsabile Tecnico Regionale per le nazionali giovanili e componente dello staff tecnico di nazionali giovanili maschili e femminili in competizioni internazionali, partecipando da assistente allenatore di Franco Novarina alle qualificazioni Europee Juniores Femminili nel 1989 ,con Marco Crespi alle Universiadi nel 1997 e con Antonio Bocchino agli Europei Under 16 nel 2006 .

## Palmarès
- Campionato italiano di Serie A3: 1
Verga Palermo: 2014-2015